# Acronicta kargalika
Acronicta kargalika là một loài bướm đêm trong họ Noctuidae.